# Mokre (Opolské vojvodství)

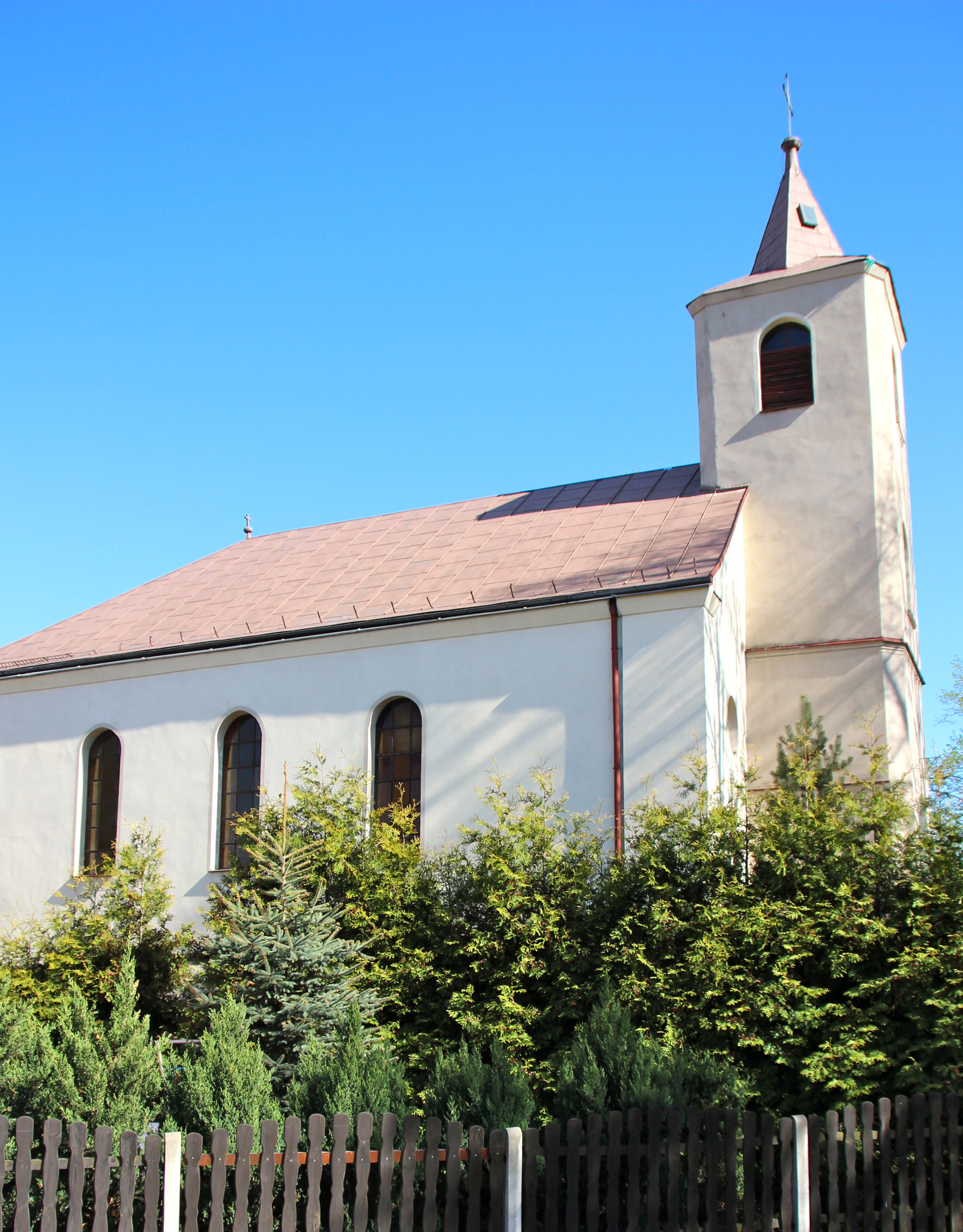
Kostel (2012)

Mokre (česky Mokré, německy Mocker, dříve Moker) je ves v jižním Polsku, v Opolském vojvodství, v okrese Hlubčice, v gmině Hlubčice.

## Historie
V letech 1945-1954 byla ves Mokre sídlem gminy Mokre, která se skládala z 10 gromad: Mokre, Chomiż, Dobierszów, Linhartowice, Łączki, Opawice, Pielgrzymów, Pietrowice, Radna a Równe.

## Příroda
Ves se nachází v přírodním parku (polsky obszar chronionego krajobrazu) Rajón Mokre - Lewice. V okolí Mokrého se nachází Dębowa Góra (413 m n. m.), v XVI. století slavná pro údajné čarodějnické sabaty. Vsí protéká potok Grozowy (též Ciekłec, česky Hrozová), pravý přítok Osoblahy.